# ジェシカ・ボップ
ジェシカ・ボップ（Yesica Bopp、1984年4月11日 - ）は、アルゼンチンの女子プロボクサー。ブエノスアイレス出身。第2代・第3代WBA女子世界ライトフライ級王者。初代WBO女子世界ライトフライ級王者。第3代WBO女子世界フライ級王者。

## 来歴
ポドリスクで開催された世界女子ボクシング選手権にライトフライ級（48 kg）で出場し、銅メダルを獲得し、ニューデリーで開催された世界女子ボクシング選手権にライトフライ級（48 kg）で出場し、決勝で李鐘香に敗れ銀メダルを獲得するなどの実績を残しプロに転向した。
2008年1月5日、ブエノスアイレスでソレダド・マセドと対戦し、3回TKO勝ちを収めた。
2008年9月26日、ブエノスアイレスでフランシア・エレナ・ブラボとWBC女子インターナショナルライトフライ級王座決定戦を行い、4回38秒TKO勝ちを収め王座獲得に成功した。
2008年12月4日、ブエノスアイレスでアナ・フェルナンデスとWBA女子世界ライトフライ級暫定王座決定戦を行い、3-0の判定勝ちを収め王座獲得に成功した。
2009年3月7日、プエルト・マドリンでジェシカ・チャベスと対戦し、3-0の判定勝ちを収め初防衛に成功した。
2009年6月20日、翌21日に正規王者の金珠熙と王座統一戦を行う予定だったが、金がボップとの対戦を拒否したことを理由に正規王座を剥奪された為、空位となった正規王座にボップが認定された。
2009年6月20日、スンチャレスでパウリナ・カルドナと対戦し、2回1分12秒TKO勝ちを収め2度目の防衛に成功した。
2009年8月8日、モンテビデオでイベス・サモラと対戦し、3-0の判定勝ちを収め3度目の防衛に成功した。
2009年11月6日、サルタでアナ・アラソラとWBA王座の防衛とWBO世界スーパーフライ級王座決定戦で対戦し、3-0の判定勝ちを収めWBA王座は4度目、WBO王座獲得に成功した。
2010年3月13日、ブエノスアイレスでダイアナ・ゴンザレスと対戦し、2回20秒KO勝ちを収めWBA王座の5度目の防衛に成功した。
2010年8月14日、スンチャレスでアナ・アラソラと対戦し、3-0の判定勝ちを収めWBA王座は6度目、WBO王座は初防衛に成功した。
2011年1月29日、ブエノスアイレスでカリーナ・モレノと対戦し、3-0の判定勝ちを収めWBA王座は7度目、WBO王座は2度目の防衛に成功した。
2011年6月11日、ブエノスアイレスのエスタディオ・ルナ・パルクでジェセニア・マルティネス・カストレホンと対戦し、9回1分48秒TKO勝ちを収めWBA王座は8度目、WBO王座は3度目の防衛に成功した。
2011年9月24日、フニンでダニエラ・ベルムデスと対戦し、3-0の判定勝ちを収めWBA王座の9度目の防衛に成功した。
2011年10月29日、グアイナボでスザンナ・ワーナーと対戦し、初回1分21秒TKO勝ちを収めWBO王座の4度目の防衛に成功した。
2011年12月9日、ブエノスアイレスでオルガ・フリオと対戦し、2回1分36秒KO勝ちを収めWBO王座の5度目の防衛に成功した。
2012年3月、同月22日に行われた後楽園ホールでのフラッシュ赤羽興行（OPBF東洋太平洋スーパーミドル級タイトルマッチ清田祐三VS松本晋太郎）にて、WBC女子世界ライトフライ級王者富樫直美、WBC女子世界アトム級王者小関桃とエキシビションを行った。
2012年5月24日、ブエノスアイレスでアナベル・オルティスと対戦し、3-0の判定勝ちを収めWBA王座は10度目、WBO王座は6度目の防衛に成功した。
2012年8月4日、メキシコシティでジェセニア・マルティネス・カストレホンと対戦し、3-0の判定勝ちを収めWBO王座の7度目の防衛に成功した。
2012年9月27日、アイラ・ヴェルデでマリソル・ミランダと対戦し、7回1分2秒TKO勝ちを収めWBO王座の8度目の防衛に成功した。
2013年1月26日、ブエノスアイレスでマリサ・ジョアンナ・ポルティージョと対戦し、3-0の10回負傷判定勝ちを収めWBA王座は11度目、WBO王座は9度目の防衛に成功した。
2013年3月16日、コンコルディアでカロリーナ・アルバレスと対戦し、6回1秒アルバレスの棄権によるTKO勝ちを収めWBA王座は12度目、WBO王座は10度目の防衛に成功した。
2013年6月1日、エカテペックでWBC女子世界ライトフライ級シルバー王者ジェシカ・チャベスと対戦し、プロ初黒星となる0-3の判定負けを喫し王座獲得に失敗した。
2013年7月19日、ブエノスアイレスでアナスタシア・トクタロヴァと対戦し、3-0の判定勝ちを収めWBA王座は13度目、WBO王座は11度目の防衛に成功し再起に成功した。
2013年11月30日、女子世界王者ではスージー・ケンティキアンに次ぎ2人目のスーパー王座に認定された。
2013年12月6日、コンコルディアでアナ・フェルナンデスと対戦し、2回47秒TKO勝ちを収めWBA王座は14度目、WBO王座は12度目の防衛に成功した。
2014年4月26日、リオ・グランデでWBO女子世界スーパーフライ級王者ダニエラ・ベルムデスとWBO女子世界フライ級王座決定戦を行い、3-0の判定勝ちを収め2階級制覇に成功した。
2016年6月18日、ラ・グアイラのポリデポルティーボ・ホセ・マリア・バルガスで元IBF女子ミニマム級王者のナンシー・フランコと対戦し、3-0（100-90、98-92×2）の判定勝ちを収め初防衛に成功した。
2016年11月22日、サンティアゴ・デル・エステロ州テルマス・デ・リオ・オンドのポリデポルティーボ・ムニシパルでアナヒ・トーレスと対戦し、3-0（99-91、100-90、98-92）の判定勝ちを収め2度目の防衛に成功した。

## 戦績
- 31戦 30勝（12KO）1敗

## 獲得タイトル
- WBA女子世界ライトフライ級暫定王座（防衛1）
- 第2代WBA女子世界ライトフライ級王座（防衛12）
- WBA女子世界ライトフライ級スーパー王座（防衛1）
- 初代WBO女子世界ライトフライ級王座（防衛12）
- 第3代WBO女子世界フライ級王座（防衛0）
- 第3代WBA女子世界ライトフライ級王座（防衛2）